# Stockton Springs
Stockton Springs est une ville du comté de Waldo, situé dans le Maine, aux États-Unis. 
Lors du recensement de 2010, sa population s’élevait à 1 591 habitants. Stockton Springs abrite le parc d’État de Fort Point et le phare de Fort Point, tous deux situés sur la péninsule du cap Jellison, une presqu'île triangulaire qui s'avance dans la baie de Penobscot à l'embouchure du fleuve Penobscot.
Le site a été colonisé pour la première fois vers 1759, l’année où le gouverneur colonial Thomas Pownall a achevé le fort qui porte son nom sur Fort Point. La défense était destinée à garder l’embouchure de l’estuaire de la rivière Penobscot pendant la guerre contre les Français et les Indiens. Fort Pownall a été brûlé en 1775 et 1779 par les Britanniques eux-mêmes, pour éviter qu’il ne tombe entre les mains des rebelles américains.

## Source
- (en) Cet article est partiellement ou en totalité issu de l’article de Wikipédia en anglais intitulé « Stockton Springs, Maine » (voir la liste des auteurs).